# Lachesilla centralis
Lachesilla centralis är en insektsart som beskrevs av Garcia Aldrete 1983. Lachesilla centralis ingår i släktet Lachesilla och familjen kviststövsländor. Inga underarter finns listade i Catalogue of Life.